# 장거리 식별 레이더
장거리 식별 레이다(Long Range Discrimination Radar, LRDR)는 미국 록히드 마틴이 개발중인 최신형 조기경보레이다이다.

## 역사
LRDR은 2020년 알래스카에 설치될 것이다. 2015년 10월, 미사일 방어청은 록히드 마틴과 7억 8400만 달러의 계약을 체결했다.
갈륨질소(GaN) 소자를 사용한, AESA 레이다이며, 정비중에도 가동을 할 수 있다.
LRDR은 GBI 미사일의 요격 성공률을 높여줄 것이다. 2017년까지 알래스카와 미 서부 캘리포니아 기지에 GBI 미사일 44기를 배치완료했다.
2018년, 일본은 이지스 어쇼어 2기를 구매하기로 하였으며, 레이다는 LRDR의 축소형 버전을 채택했다.